# Lesque de los cnidios
El Lesque de los cnidios (en griego: Λέσχη των Κνιδίων, romanizado: Léschi ton Knidíon) es un monumento dentro del sitio arqueológico de Delfos, famoso en la antigüedad por su decoración interior con dos pinturas famosas del pintor Polignoto de Tasos, "Conquista de Troya"  y "Nekya"  (descenso de Odiseo en el Hades).
Fue un  lesque o lugar de reunión en Delfos. Estaba situado en la esquina noreste del santuario de Apolo, al este del teatro de Delfos y al norte del templo de Apolo.
El lesque se excavó por primera vez en 1894, pero sin arrojar rastro alguno de las pinturas.

## Historia
Fue construido en época clásica alrededor del año 450 a. C.. Fue un regalo del pueblo de los cnidios a Apolo. Cnido había sido atacada por los aqueménidass durante las guerras médicas, cuando los cnidios intentaron proteger la ciudad en la península cavando una gran trinchera. Sin embargo, la obra fracasó y los cnidos enviaron un emisario a Delfos para pedir consejo a Apolo a través del oráculo de Delfos. Recibieron la respuesta de que Zeus no aprobaba la excavación y había detenido los trabajos. En su lugar, los cnidios tuvieron que poner todas sus esperanzas en la ayuda de Apolo. Se consideró que Apolo había cumplido su promesa cuando Cimón derrotó a los aqueménidas en la  batalla del río Eurimedonte (hacia 469-466 a. C.). El lesque fue construida en agradecimiento por ello y dedicada a Apolo.
Pertenece a la parte de edificios de Delfos que fueron destruidos casi por completo a lo largo de los años, de modo que hoy en día lo único que sobrevive de él son algunos restos arqueológicos. Estaba ubicado en el extremo noreste del santuario. Fue construido sobre un terreno con fuerte pendiente y data del segundo cuarto del siglo V a. C., poco después de la victoria de los griegos en las guerras médicas, quizás después de la batalla del río Eurimedonte .

## Descripción
Se utilizaba como zona de reunión, comedor y descanso, y posiblemente también para practicar deportes. El edificio tenía forma rectangular, de aproximadamente 18 x 9,5 m.. Tenía una puerta en el lado sur. El edificio tenía tres alas y su tejado estaba sostenido por ocho columnas de madera en dos filas de cuatro. Solo sobreviven algunos tramos de los muros de este gran edificio, algunas piedras al oeste y al este y casi todo el muro norte. En el interior parece que había dos filas de cuatro columnas de madera, colocadas simétricamente para ofrecer apoyo. Estaba decorado con pinturas de Polignoto, que representaban, entre otras cosas, la caída de Troya y el descenso de Odiseo al  Hades (Nekyia). Se realizaron sobre paneles móviles. Las pinturas eran bien conocidas en la Antigüedad y su contenido se conoce a través de la descripción de Pausanias.
Por otro lado, debido a la gran fragmentación del monumento, los investigadores aún no han llegado a un punto en el que puedan dar respuestas definitivas sobre la entrada, las ventanas y el techo, ni tampoco sobre la disposición de las pinturas de Polignoto en el Lesque. Lo más probable es que las dos pinturas estuvieran en los lados más largos, norte y sur, y la entrada estuviera ubicada en uno de los lados estrechos, probablemente el oeste.
Fuentes antiguas afirman que cuando uno entraba en el edificio alargado del Lesque de los cnidios desde la izquierda, observaba la pintura de Nekya y desde la izquierda la de la Conquista de Torya. Estas dos obras eran del mismo tamaño y tenían aproximadamente el mismo número de formas. No se sabe exactamente cómo se iluminaba el edificio, ni qué colores tenía a su disposición Polignoto para realizar sus composiciones pictóricas. También hay desacuerdo sobre si las obras se realizaron directamente sobre las paredes o sobre si las pinturas de madera luego se colgaron de ellas. La altura, la longitud y el ancho de las composiciones también se desconocen, excepto por suposiciones no confirmadas. El techo del edificio era inclinado, con tejas, mientras que la iluminación adicional parece haberse logrado con un lucernario que pudo haber tenido un techo inclinado o cuadrúpedo. Durante el siglo IV. a. C., al sur del monumento, ya una distancia de 3,2 m del muro sur se construyó un muro de piedra caliza local, en el que probablemente se exhibieron tributos, según el modelo del tesoro ateniense.